# Alto Solimões
Alto Solimões is een van de dertien microregio's van de Braziliaanse deelstaat Amazonas. Zij ligt in de mesoregio Sudoeste Amazonense en grenst aan Peru in het zuidwesten, Colombia in het noordwesten, de mesoregio's Norte Amazonense in het noorden en Centro Amazonense in het uiterste noordoosten, de microregio Juruá in het oosten en zuiden en de deelstaat Acre in het uiterste zuidwesten. De microregio heeft een oppervlakte van ca. 213.281 km². Midden 2004 werd het inwoneraantal geschat op 228.731.
Negen gemeenten behoren tot deze microregio:
- Amaturá
- Atalaia do Norte
- Benjamin Constant
- Fonte Boa
- Jutaí
- Santo Antônio do Içá
- São Paulo de Olivença
- Tabatinga
- Tonantins

Mesoregio's: Centro Amazonense · Norte Amazonense · Sudoeste Amazonense · Sul Amazonense

Microregio's: Alto Solimões · Boca do Acre · Coari · Itacoatiara · Japurá · Juruá · Madeira · Manaus · Parintins · Purus · Rio Negro · Rio Preto da Eva · Tefé